# Джандуя

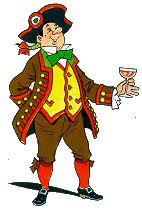

Джандуя, или Джандуйя (итал. Gianduja), — один из персонажей итальянской комедии дель арте, типичный представитель Турина и Пьемонта. Это честный крестьянин из пьемонтской глубинки, который любит вино, вкусно и сытно поесть и красивых девушек, однако, предан своей возлюбленной прекрасной Джакометте.
Он родом из графства Кальянетто, и его имя на диалекте звучит как «Gian d’la dojia», что означает «Бездельник Джанни». В комедии дель арте Джандуйя очень популярен. Его знают все женщины, и Джакометта, его возлюбленная, всегда его ревнует.
Обычно он одет в треуголку, коричневый жакет с красной окантовкой. У него своя житейская мудрость, он всегда весел. Персонаж Джандуйя первоначально появился как марионетка, а теперь он — официальный «король карнавала в Турине».
Имя Джандуйя дало название популярной марке орехового шоколада «Джандуйя».